# Pribiš (potok)
Potok Pribiš je jedním z přítoků řeky Oravy. Jeho tok je poměrně krátký, pramení v Podtatranské brázdě, v západním výběžku podcelku Zuberecká brázda u obce Malatiná, teče v podstatě severozápadním směrem, protéká stejnojmennou vesnicí a po 9,5 km se u obce Oravský Podzámok vlévá do Oravy, takže náleží do úmoří Černého moře.